# Kanadische Orangenwurzel
Die Kanadische Orangenwurzel (Hydrastis canadensis), auch Goldsiegelwurzel oder Kanadische Gelbwurz genannt, ist die einzige Pflanzenart der Gattung Hydrastis und der Unterfamilie Hydrastidoideae in der Familie der Hahnenfußgewächse (Ranunculaceae).

## Merkmale
Die Kanadische Orangenwurzel ist eine ausdauernde krautige Pflanze, die Wuchshöhen von 15 bis 50 Zentimeter erreicht. Es wird ein dickes, gelbes, kriechendes Rhizom als Überdauerungsorgan ausgebildet. Jeder aufrechte, unverzweigte Stängel besitzt ein hinfälliges einfaches Grundblatt, zwei Stängelblätter und eine endständige Blüte. Die Blattspreite der zwei Stängelblätter ist handförmig drei (selten bis neun) -lappig bis -teilig und hat zur Fruchtzeit eine Breite bis 25 Zentimeter. Der Blattrand ist gesägt.

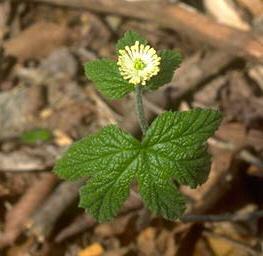
Habitus mit den Laubblättern und einer Blüte

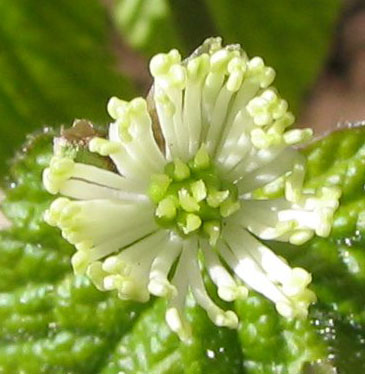
Die Staubblätter sind bei der Blüte am auffälligsten

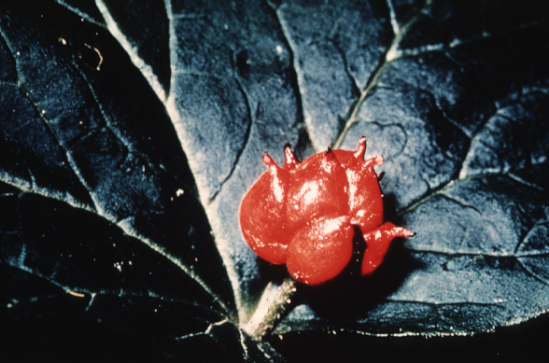
Sammelfrucht

Die zwittrige,  radiärsymmetrische Blüte weist einen Durchmesser von 8 bis 18 mm auf. Die Blütenhülle ist einfach. Die drei hinfälligen Blütenhüllblätter sind grünlich-weiß oder rosa und 3,5 bis 7 mm groß. Es sind zahlreiche (50 bis 75) Staubblätter mit weißen Staubfäden vorhanden; sie sind der auffälligste Teil der Blüte und weisen eine Länge von 4 bis 8 mm auf. Die fünf bis fünfzehn Fruchtblätter sind frei und enthalten jeweils zwei Samenanlagen. Die Narbe ist zweilappig.
Die roten, meist zweisamigen, 10 bis 15 × meist 8 bis 15 (selten bis 20) mm großen Beeren sind zu sitzenden, kopfigen Sammelfrüchten zusammengefasst, die eine Größe von etwa 0,6 bis 1 mm aufweisen. Die glatten, schwarzen Samen sind 2,5 bis 4,5 mm groß.
Die Blütezeit liegt im Mai.
Die Chromosomenzahl beträgt 2n = 26.

## Vorkommen
Die Kanadische Orangenwurzel kommt im warmen bis gemäßigten östlichen Nordamerika in sommergrünen Laubwäldern in Höhenlagen bis 1200 Meter vor. Sie wächst oft auf Lehmböden. Ihr Verbreitungsgebiet umfasst Ontario, Alabama, Arkansas, Connecticut, Delaware, Georgia, Illinois, Iowa, Kentucky, Maryland, Massachusetts, Michigan, Minnesota, Missouri, New Jersey, New York, North Carolina, Ohio, Pennsylvania, Tennessee, Vermont, Virginia, Westvirginia und Wisconsin.

## Geschichte
Die Ureinwohner Nordamerikas nutzten die Kanadische Orangenwurzel als Medizin und als Färbemittel. Noch im 19. Jh. wurde sie von den Ureinwohnern in Form einer Tinktur als Tonikum und in Form eines Aufgusses zur äußerlichen Verwendung bei Konjunktivitis und bei geschwürigen Entzündungen verwendet. Ärzte der nordamerikanischen eklektischen Schule setzten sie daraufhin erfolgreich bei der Behandlung von Entzündungen der Schleimhäute ein. Unter diesen Ärzten ging Grover Coe so weit, die Kanadische Orangenwurzel als Universalheilmittel anzupreisen.
Bis zum Ende des 19. Jahrhunderts wurde die Droge in Deutschland kaum beachtet. Sie wurde erst in die 1890 erschienene 3. Auflage des «Arzneibuchs für das Deutsche Reich» aufgenommen und als Mittel gegen Blutungen aus den weiblichen Genitalien, gegen Darmkatarrhe und als Tonikum bei Dyspepsie empfohlen.
Neben Berberin findet sich in der Wurzel das Alkaloid Hydrastin, das 1851 von Durand schon beobachtet, 1862 von Perrins näher untersucht wurde.